# Цепелево (Собинский район)
Цепелево — деревня в Собинском районе Владимирской области России, входит в состав Копнинского сельского поселения.

## География
Деревня расположена близ левого берега реки Клязьма в 6 км на юго-запад от центра поселения села Заречного и в 24 км на юго-запад от райцентра города Собинка.

## История
Деревня Цепелево впервые упоминается в писцовых книгах 1637 года, где она записана за стольником Яковом Безобразовым. В переписных книгах 1678 года деревня в составе Осовецкого прихода и записана за стольником Безобразовым.
В конце XIX — начале XX века деревня входила в состав Копнинской волости Покровского уезда, при деревне располагалась усадьба З. З. Бахарева; с 1926 года в составе Болдинской волости Владимирского уезда. В 1859 году в деревне числилось 140 дворов, в 1905 году — 134 двора, в 1926 году — 153 хозяйства, начальная школа и с/х кооператив.
С 1929 года деревня входила в состав Копнинского сельсовета Собинского района.
В 1974 году в состав деревни было включено село Осовец, однако впоследствии объединение было отменено.
До 1984 года в деревне работала Копнинская средняя школа, переведённая в село Заречное.

## Население
| 1859 | 1905 | 1926 | 2002 | 2010 | 2021 |
| ---- | ---- | ---- | ---- | ---- | ---- |
| 651  | ↗671 | ↘665 | ↘78  | ↘49  | ↘17  |